# G. W. Bailey
George William Bailey (* 27. srpna 1944 v Port Arthur, Texas) je americký herec, známý zejména rolí neschopného poručíka Harrise v sérii Policejní akademie a také jako seržant Rizzo v seriálu M*A*S*H.

## Život
V Port Arthuru absolvoval Thomas Jefferson High School a jeho spolužáky byli Janis Joplin a hlavní trenér národní fotbalové ligy Jimmy Johnson. Po absolvování střední školy začal studovat na Lamar University, ze které přešel na Texas Tech University v Lubbocku. V polovině 60. let opustil univerzitu a pracoval v místních divadlech. V polovině 70. let odešel do Kalifornie a zde začal hrát v televizních seriálech jako např. Starsky & Hutch či Charlieho andílci.
V roce 1993 začal studovat na Texas State University-San Marcos, kterou ukončil v roce 1994 titulem jako bakalář výtvarných umění a divadla.
Od roku 2001 je Bailey výkonným ředitelem Nadace Sunshine Kids. Tato instituce organizuje a financuje výlety pro děti nemocné rakovinou.

### Rodina
V dubnu 1966 se oženil s Eleanor Juni Goosby a mají spolu dvě děti. Od roku 1999 jsou rozvedeni.